# حسین فروتن
حسین فروتن (۱۳۲۷ در رودسر) پزشک فوق‌تخصص گوارش ایرانی و استاد گروه داخلی دانشکده پزشکی دانشگاه علوم پزشکی تهران است. وی بیست و چهارمین رئیس دانشگاه تهران از ۱ دی ۱۳۶۴ تا ۲۱ مهر ۱۳۶۷ بود. فروتن در انتخابات مجلس سوم از حوزه انتخابیه تهران با کسب ۸۷۸٬۲۹۸ رأی و حدود ۴۳٫۲۰٪ آرا به عنوان نماینده مجلس شورای اسلامی انتخاب شد.
اکبر هاشمی رفسنجانی در خاطره ۸ خرداد ۱۳۶۷ خود در مورد او می‌نویسد: بعد از ظهر دکتر [حسین] فروتن [رئیس دانشگاه تهران] آمد و برای حل مشکل ریاست دانشگاه تهران استمداد کرد. مدعی است تعویض رئیس آسان نیست. رئیس دانشگاه تهران است و از حوزه انتخابیه تهران هم [به عنوان نماینده مجلس] انتخاب شده است.»